# Jane Marcet

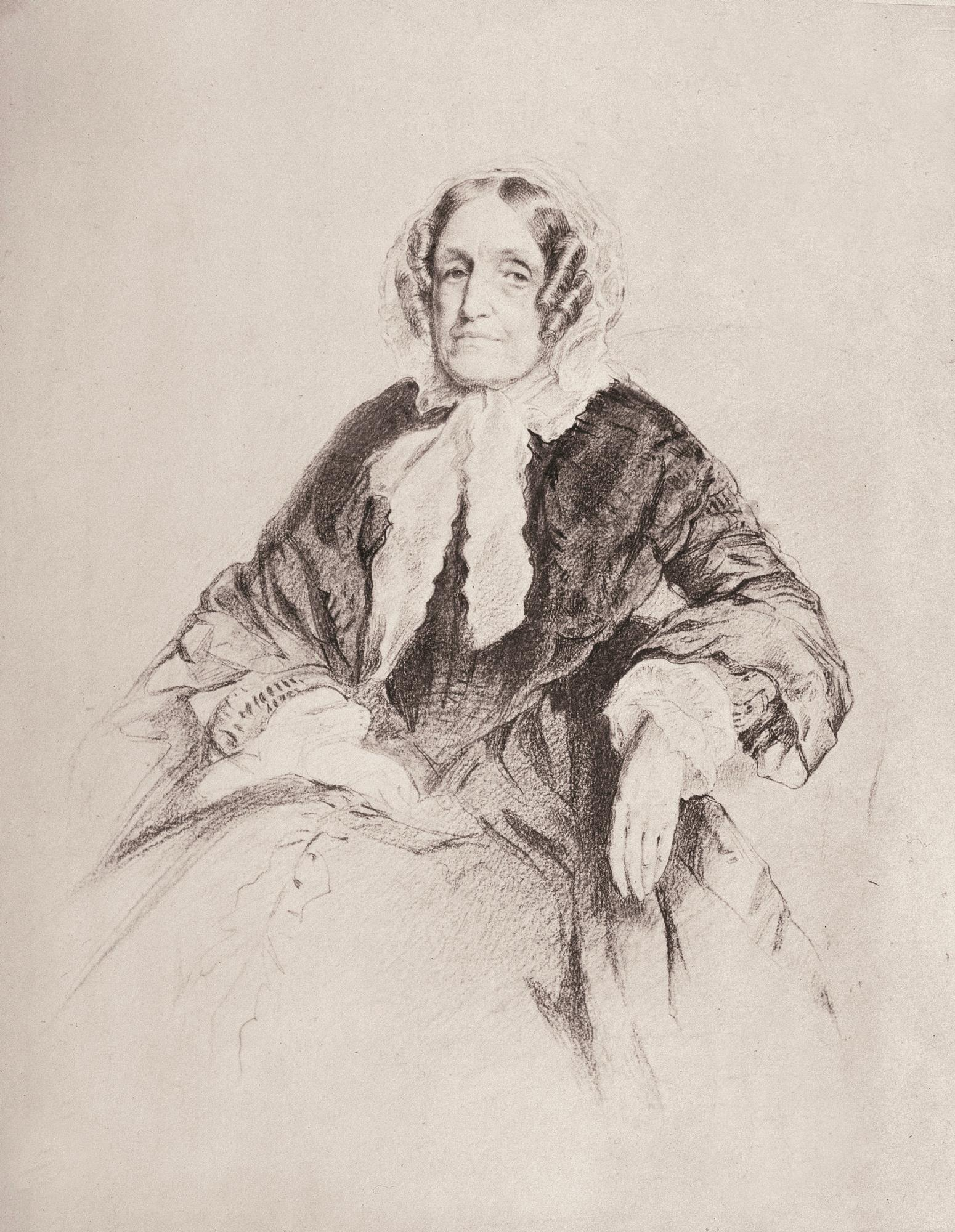
Jane Marcet

Jane Marcet, född Haldimand, 1 januari 1769 i London, död 28 juni 1858, var en framgångsrik författare av populärvetenskapliga introduktionsböcker.
Hon gifte sig 1799 med den schweiziske läkaren Alexander Marcet.
Kemisten Jöns Jacob Berzelius har i sina dagboksanteckningar omnämnt hennes introduktion till kemin, Conversations on Chemistry (Samtal i kemien), som "den bästa inledning till populär kemi, som utkommit".